# Lysias
Lysias, född cirka 445 f.Kr., död 380 f.Kr., var en grekisk advokat och författare. Han arbetade som logograf (spökskrivare) och bidrog till retorikens utveckling.

## Biografi
Lysias, son till Cephalus, var född i Syrakusa men senare bosatt i Aten. Lysias var dock inte en atensk medborgare och fick därför inte själv uppträda i domstol. Man tror att Lysias intresse för retorik började via sofisterna som besökte hans fars hem, när Lysias var barn. Genom sitt studerande av retorik i den sicilenska skolan blev han där en mästare i talskrivandet, enligt Tisias, elev till Corax. I Aten arbetade han som logograf och blev sedan där även en känd retoriker. Lysias kunder varierade, men främst skrev han juridiska tal, som senare skulle framföras inför domstol. 34 stycken av hans tal, därav tre tal som skall ha framförts av Dionysios från Halikarnassos, finns fortfarande bevarade i skriftlig form. 
Förutom att han var en skicklig logograf var han den som låg bakom den så kallade Lysias princip. Denna princip ska ha uppstått då han skrivit ett försvarstal till en man, som efter att ha mottagit det skriftliga talet och läst igenom det ett flertal gånger för att memorera det återvände till Lysias. Mannen ska då ha framfört sin kritik till Lysias och menat att talet saknade trovärdighet, då han läst igenom det för andra gången. Lysias ska ha lutat sig tillbaka i sin stol och svarat sin kund med en lugnande ton: "Har du tänkt att framföra talet flera gånger?". Lysias princip innebär alltså att ett tal bör vara argumenterade och övertygande vid första framförandet och att ett tal inte där ska läggas fram i skrift eller för analys.
Lysias skrev även andra kända tal, så som ett lysande försvarstal till filosofen Sokrates när han ställdes inför rätta. Sokrates avböjde dock eftersom han ville försvara sig själv.

## Bidrag till retoriken
För den grekiska talarkonsten kom han med två specifika bidrag, som senare även överfördes till den klassiska retorikteorin. Lysias tal ska nämligen varit skrivna med en ton av prosa, nådighet och renlighet, där trovärdigheten och karaktärens inflytande ökade trots ett avskalat och osmyckat språk. Lysias ska ha använt en enkelhet, elegans och genomtänkta ordval i varje objekt. Han ska ha anpassat sina tal efter talaren och haft en förmåga att lyckas väldigt väl med detta. 
Hans andra gåva till vältaligheten var hans förmåga av förmedla pathos-argumentation, då hans tal skickligt framkallade medmänskliga känslor hos lyssnaren, skapade förståelse och påverkade omgivningen. Lysias använde sig bland annat av att framföra mänskliga karaktärer tydligt, där han framhävde olika personlighetstyper och deras svagheter. Med hjälp av detta påverkade han lyssnaren och kunde argumentera vidare om hur viktiga dygder var och upprätthålla det generella värdet hos människan. Detta hade stor betydelse i rättstalen där det var extremt viktigt att förmedla sin oskyldighet.

## Svenska översättningar
- Åminnelsetal öfver de vid Korinth fallne Athenare (Öfversättning. Gradual-afh... af Hjalmar Frithiof Hultman) (Lund, 1856)
- Tolv tal (översättning samt inledning och kommentarer av Bertil Cavallin) (Forum, 1983)